# Fernando Claudio Zawislak
Fernando Claudio Zawislak (ur. 5 lutego 1935 w Brazylii, w Santa Rosa) – brazylijski fizyk, członek Brazylijskiej Akademii Nauk, emerytowany profesor Instytutu Fizyki Uniwersytetu Rio Grande do Sul.

## Życiorys
W 1958 otrzymał licencjat na Wydziale Fizyki Uniwersytetu Federalnego w Rio Grande do Sul, dziewięć lat później obronił tam doktora. Naukę kontynuował na dwuletnich studiach w California Institute of Technology. Powrócił do Brazylii, zamieszkał w Porto Alegre, w 1979 ponownie wyjechał do USA aby kontynuować badania implantacją jonów. Od 1985 do 1991 był redaktorem czasopisma „Revista de Física Aplicada e Instrumentação”, a następnie od 1991 do 1993 prezesem Brazylijskiego Towarzystwa Fizyki. Za wybitne osiągnięcia naukowe został odznaczony m.in. Ordem Nacional do Mérito Científico klasy Komandorskiej (1995) oraz orderem Grã-Cruz (2004). Od 2008 jest profesorem seniorem Instytutu Fizyki Uniwersytetu Rio Grande do Sul.